# Rivière Rocheuse (Grande rivière Noire)
Pour les articles homonymes, voir Rivière Rocheuse.
La rivière Rocheuse est un affluent de la Grande rivière Noire (fleuve Saint-Jean), traversant les municipalités de Saint-Marcel (Québec) et de Saint-Adalbert, dans L'Islet (municipalité régionale de comté), dans la région administrative de Chaudière-Appalaches, au Sud du Québec, au Canada.
Le cours de la rivière Rocheuse longe la limite ouest du canton d’Arago, rangs III à VII, et les rangs I et II du canton de Leverrier.
Le sous-bassin versant de la « Rivière Rocheuse » est accessible surtout par le chemin du Lac d'Apic Ouest, le chemin Taché Ouest et le chemin du 7e rang Ouest.

## Hydrographie
La rivière Rocheuse prend sa source d’une petite zone de marais dans le canton d’Arago dans la municipalité de Saint-Marcel (Québec), au Sud du Lac d’Apic, dans une petite vallée entre deux montagnes, dans les Monts Notre-Dame. Cette source est située à :
- 1,0 km au Sud-Est du Lac d’Apic ;
- 5,6 km à l’Ouest du centre du village de Saint-Marcel (Québec) ;
- 20,1 km au Nord-Ouest de la frontière canado-américaine.

À partir de sa source, la rivière Rocheuse coule sur 10,0 km au Québec, selon les segments suivants :
- 4,6 km vers le Sud-Est dans Saint-Marcel (Québec), jusqu'à un ruisseau (venant de l’Ouest) ;
- 0,9 km vers le Sud-Est, jusqu’à la route 216 ;
- 4,2 km vers le Sud-Est, jusqu'à la limite du canton de Leverrier ;
- 0,3 km vers le Sud-Est dans Saint-Adalbert, jusqu’à la confluence de la rivière[2].

La rivière Rocheuse se déverse sur la rive Nord-Ouest de la Grande rivière Noire (fleuve Saint-Jean) dans le canton de Leverrier de Saint-Marcel (Québec), à procimité de la forêt ancienne de la Rivière-Rocheuse. Cette confluence est située à :
- 7,8 km au Sud du centre du village de Saint-Marcel (Québec) ;
- 12,4 km au Nord-Ouest de la frontière canado-américaine (Québec-Maine).

À partir de la confluence de la rivière Rocheuse, la Grande rivière Noire (fleuve Saint-Jean) coule vers le Nord-Est, vers le Sud-Est puis vers l’Est jusqu’à la rive Ouest du fleuve Saint-Jean. Ce dernier coule vers l'Est et le Nord-Est en traversant le Maine, puis vers l'Est et le Sud-Est en traversant le Nouveau-Brunswick. Finalement le courant se déverse sur la rive Nord de la Baie de Fundy laquelle s’ouvre vers le Sud-Ouest sur l’Océan Atlantique.

## Toponymie
La dénomination « rivière Rocheuse » figure sur la carte du canton d’Arago depuis 1923.
Le toponyme "rivière Rocheuse" a été officialisé le 5 décembre 1968 à la Commission de toponymie du Québec.